# Nannagroecia wattenwylia
Nannagroecia wattenwylia är en insektsart som beskrevs av Griffini 1898. Nannagroecia wattenwylia ingår i släktet Nannagroecia och familjen vårtbitare. Inga underarter finns listade i Catalogue of Life.